# 中西伯利亞高原
中西伯利亞高原（俄語：Среднесиби́рское плоского́рье）是俄罗斯西伯利亞中部的一个火成岩（具體稱為洪水玄武岩）高原，介于葉尼塞河与勒拿河之间。位於俄羅斯

## 地貌
中西伯利亚高原面積3,500,000平方（1,351,358平方英里），平均海拔500至700（1,640至2,297英尺），最高點海拔为500至700（1,640至2,297英尺）。屬大陸性氣候，冬天漫長寒冷，平均气温−30 °C（−22 °F）左右，极端低温可达−50 °C（−58 °F），高原东北部的奥伊米亚康和上扬斯克更是能达到−65 °C（−85 °F）以下；夏季则短促温和。年均降水量300～600毫米。絕大部分為針葉林覆蓋（落葉松為優勢種）。因蒸发量小，中西伯利亚高原河流众多，均为典型的山地河流，受地形限制向北流去。下通古斯河為主要河流，贝加尔湖为世界最深湖，最深1,620（5,310英尺）。

## 资源
中西伯利亚高原地质上称为西伯利亚暗色岩（英語：Siberian Traps），含丰富的煤、铁、金、钻石、天然气等矿产资源。而且西伯利亚河流众多，使其水力资源充沛。但因生存环境恶劣导致这些资源难以开发，仅高原南部有少量水电、工矿业。

## 主要城市
中西伯利亚的城市主要分布在较为温暖的南部地区，下面列出部分主要城市：
- 阿尔马兹内
- 坎斯克
- 车尔尼雪夫斯基
- 安加尔斯克
- 克拉斯諾亞爾斯克
- 图鲁汉斯克
- 布拉茨克
- 米尔内 (萨哈共和国)
- 乌达奇内
- 伊尔库茨克
- 诺里尔斯克
- 乌斯季伊利姆斯克
- 雅库茨克
- 斯韦特雷[5][注 2]